# Hrînivți, Tlumaci
Hrînivți (în ucraineană Гринівці) este o comună în raionul Tlumaci, regiunea Ivano-Frankivsk, Ucraina, formată numai din satul de reședință.

## Demografie
Componența lingvistică a comunei Hrînivți
     Ucraineană (99,75%)
     Alte limbi (0,16%)
Conform recensământului din 2001, majoritatea populației comunei Hrînivți era vorbitoare de ucraineană (99,75%), existând în minoritate și vorbitori de alte limbi.